# قرار مجلس الأمن التابع للأمم المتحدة رقم 805
قرار مجلس الأمن التابع للأمم المتحدة رقم 805، الذي تم تبنيه بالإجماع في 4 فبراير 1993، بعد الإشارة إلى وفاة قاضي محكمة العدل الدولية مانفريد لاكس في 14 يناير 1993، قرر المجلس أن الانتخابات لشغل المنصب الشاغر بمحكمة العدل الدولية ستجرى في 10 أيار / مايو 1993 بمجلس الأمن وفي اجتماع للجمعية العامة خلال دورتها السابعة والأربعين.
كان لاكس عضوًا في المحكمة منذ عام 1967، وكان رئيسها بين عامي 1973 و1976. كان من المقرر أن تنتهي فترة ولايته في فبراير 1994.

## روابط خارجية
- نص القرار في undocs.org